# Street Fighter 30th Anniversary Collection
Street Fighter 30th Anniversary Collection, in Japan als Street Fighter 30th Anniversary Collection International bekannt, ist eine Sammlung von Computerspielen aus der Street-Fighter-Serie, die anlässlich des 30. Jubiläums der Spielserie herausgebracht wurde.

## Gameplay
In dieser Zusammenfassung fast aller Street-Fighter-Spiele, die bis 1999 erschienen sind, gilt das altbekannte Spielprinzip: Nach Auswahl einer Figur kämpft man sich durch eine kleine Geschichte (Einzelspieler), je nach Teil auch durch Minispiele (Zertrümmern eines Autos, Fässer usw.), und muss sich einen möglichst hohen Highscore erspielen. Im Mehrspielermodus spielt man gegen einen Freund.
Als Neuerungen kamen neben der Einführung von HD auch die Möglichkeit von Online-Kämpfen hinzu (dies betrifft Street Fighter II: Hyper Fighting, Super Street Fighter II Turbo, Street Fighter Alpha 3 und Street Fighter III: 3rd Strike). Exklusiv auf der Nintendo Switch können lokal bis zu vier Spieler gegeneinander antreten.
Als zusätzliche Features gibt es eine interaktive Zeitlinie, eine Galerie mit Artworks sowie einen Musikplayer.

### Enthaltene Spiele
Insgesamt sind zwölf Spiele enthalten:
| Spiel                                    | Release | Systeme | Anmerkungen                                                             |
| ---------------------------------------- | ------- | --- | ----------------------------------------------------------------------- |
| Street Fighter                           | 1987    | Amiga, Amstrad CPC, Arcade, C64, MS-DOS, PC Engine |                                                                         |
| Street Fighter II: The World Warrior     | 1991    | Amiga, Arcade, Atari ST, C64, Game Boy, iOS, Java ME, Master System, MS-DOS, PC Engine, PlayStation, PlayStation 2, PSP, Sega Saturn, SNES, Steam, Wii, Sinclair ZX Spectrum | auf der Wii für Virtual Console                                         |
| Street Fighter II: Champion Edition      | 1992    | Arcade, Master System, Mega Drive, PC Engine, PlayStation, Sega Saturn, SNES, X68000                                                                                         |                                                                         |
| Street Fighter II: Turbo: Hyper Fighting | 1992    | Arcade, PlayStation, Sega Saturn, SNES |                                                                         |
| Super Street Fighter II                  | 1993    | Amiga, Arcade, FM Towns, Mega Drive, MS-DOS, PlayStation, Sega Saturn, SNES, X68000                                                                                          |                                                                         |
| Super Street Fighter II Turbo            | 1994    | 3DO, Arcade, Amiga, CD³², Dreamcast, Game Boy Advance, PlayStation, Sega Saturn                                                                                              |                                                                         |
| Street Fighter Alpha                     | 1995    | Arcade, CPS Charger, Game Boy Advance, PC, PlayStation, Sega Saturn, Playstation 2                                                                                           | Auf der PS2 als Alpha Anthology                                         |
| Street Fighter Alpha 2                   | 1996    | Arcade, PC, PlayStation, Sega Saturn, SNES, Playstation 2 | Auf der PS2 als Alpha Anthology                                         |
| Street Fighter Alpha 3                   | 1998    | Arcade, Dreamcast, Game Boy Advance, PlayStation, PSP, Sega Saturn, Playstation 2                                                                                            | auf PSP als Street Fighter Alpha 3 MAX. Auf der PS2 als Alpha Anthology |
| Street Fighter III: New Generation       | 1997    | Arcade, Dreamcast |                                                                         |
| Street Fighter III: 2nd Impact           | 1997    | Arcade, Dreamcast |                                                                         |
| Street Fighter III: 3rd Strike           | 1999    | Arcade, Dreamcast, PlayStation 2, PlayStation 3, Xbox 360 | für PS3 und Xbox 360 als "Online Edition" via PSN bzw. Xbox Live Arcade |

## Entwicklung
Die Spielesammlung wurde am 10. Dezember 2017 während des Finales des Capcom Cups in Kalifornien erstmals vorgestellt. Es erschien am 29. Mai 2018 für die Nintendo Switch, PC, PlayStation 4, Steam und der Xbox One.

## Rezeption
Nachfolgend einige Testberichte deutschsprachiger Websites:
- 4Players: "Gut"[3]
- GameStar: 82 %[4]
- PC Games: 8/10[5]